# ژوانسیا
ژوانسیا (به پرتغالی: Joanésia) یک منطقهٔ مسکونی در برزیل است که در میناز ژرایس واقع شده‌است. ژوانسیا ۴٬۴۷۶ نفر جمعیت دارد.